# Vinköls landskommun
Vinköls landskommun var en tidigare kommun i dåvarande Skaraborgs län.

## Administrativ historik
Kommunen inrättades i Vinköls socken i Skånings härad i Västergötland när 1862 års kommunalförordningar trädde i kraft. 
Vid Kommunreformen 1952 uppgick kommunen i Ardala landskommun som 1971 uppgick i Skara kommun.

## Politik

### Mandatfördelning i Vinköls landskommun 1946
| 4 | 15 |

| 17 |